# Jazeera Airways

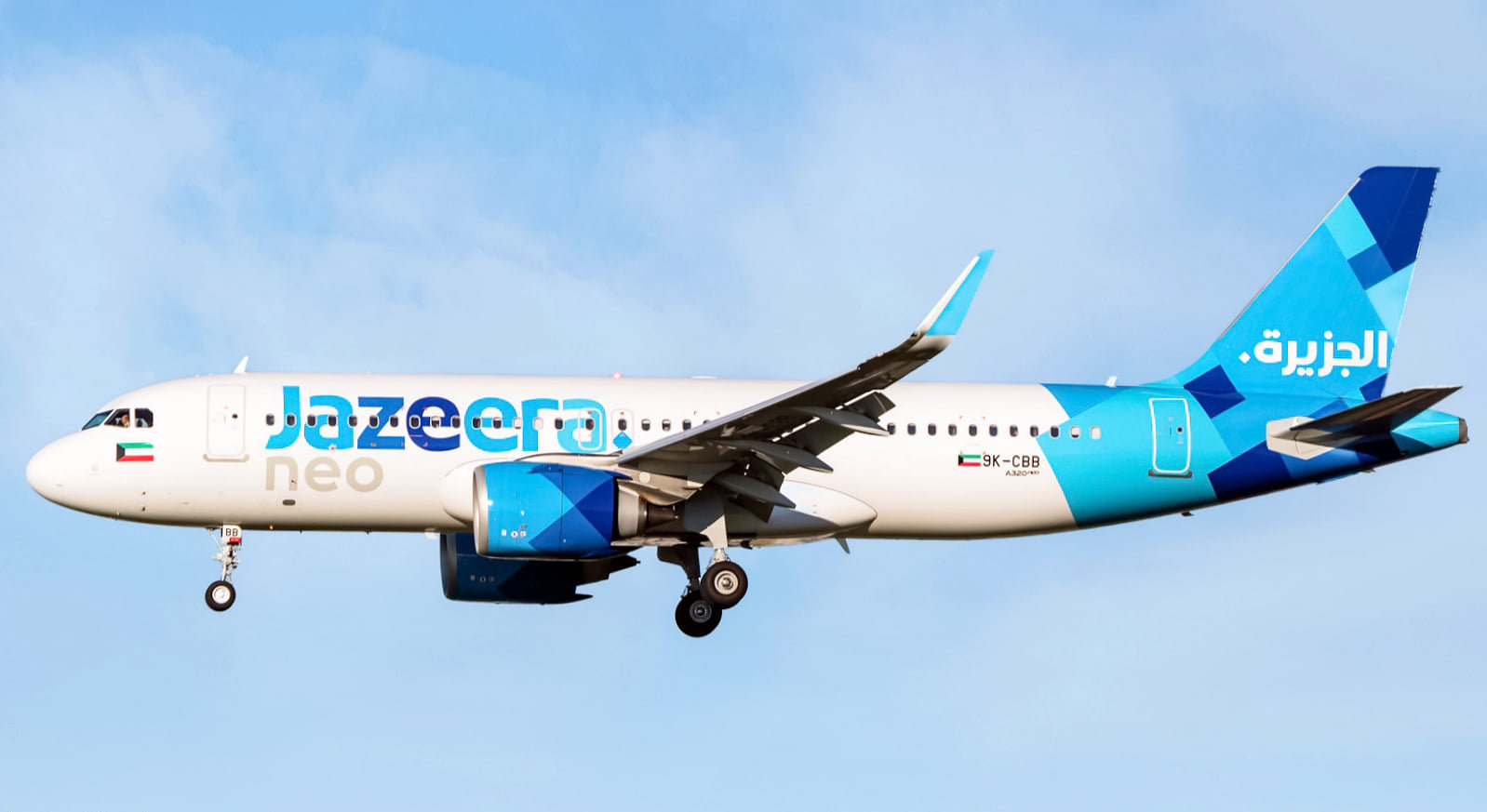
Airbus A320neo w barwach Jazeera Airways

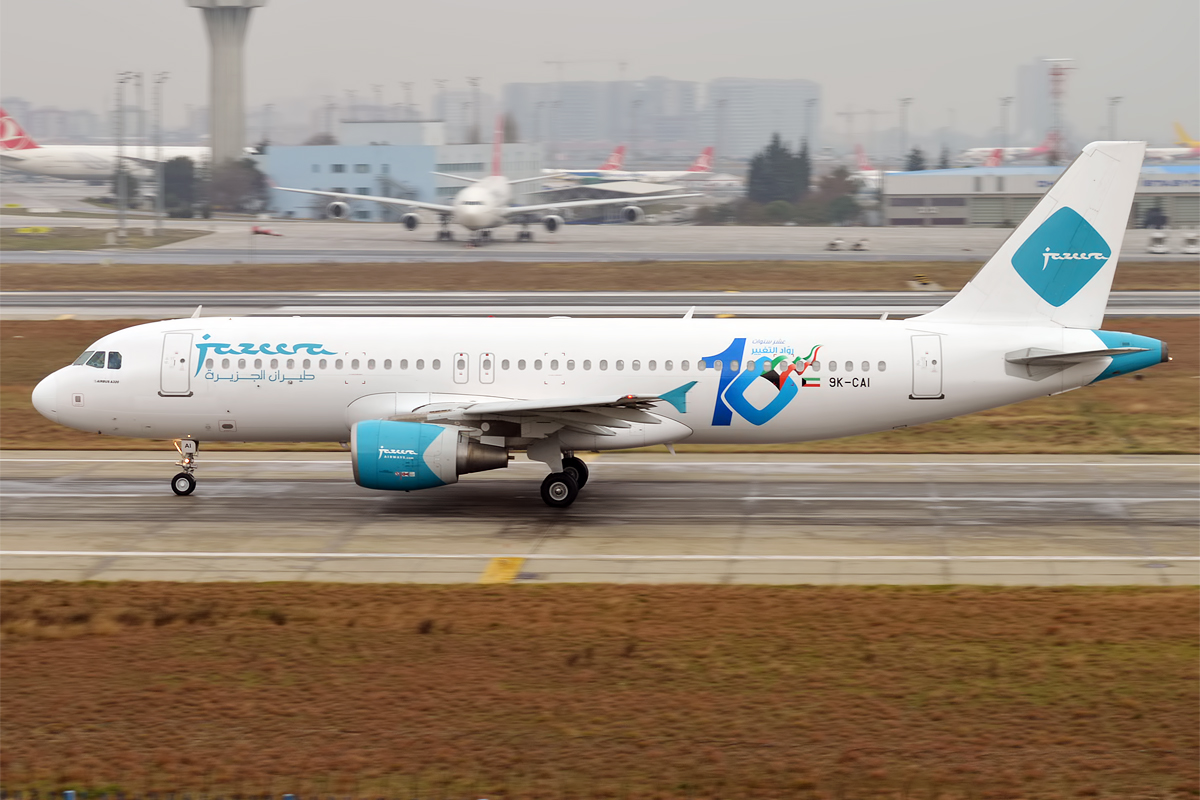
Airbus A320-200 w starym malowaniu linii

Jazeera Airways – kuwejcka tania linia lotnicza z siedzibą w Kuwejcie. Głównym węzłem jest port lotniczy Kuwejt. 
Agencja ratingowa Skytrax przyznała Jazeera Airways 3 gwiazdki. 

## Flota
Według stanu na maj 2025 flota Jazeera Airways składała się z 24 samolotów pasażerskich o średnim wieku 9,7 lat:
| Samolot         | Samolot | Samolot   | Liczba miejsc | Liczba miejsc | Uwagi                     |
| Model           | Aktywne | Zamówione | E             | Łącznie       | Uwagi                     |
| --------------- | ------- | --------- | ------------- | ------------- | ------------------------- |
| Airbus A320-200 | 13      | -         | 165           | 165           |                           |
| Airbus A320neo  | 11      | 18        | 174           | 174           | W trakcie dostawy od 2018 |
| Airbus A321neo  | -       | 8         | -             | -             | Zamówione w 2022          |
| Łącznie         | 24      | 26        |               |               |                           |

## Kierunki lotów
Jazeera Airways wykonuje operacje lotnicze do 65 portów lotniczych w 31 krajach Azji, Europy i Bliskiego Wschodu.
Od 2024 jako pierwsza linia z Kuwejtu realizuje połączenia do Polski, do portu lotniczego Kraków-Balice.